# 诺沃耶农村居民点
诺沃耶农村居民点（俄语：Новское сельское поселение）是俄罗斯联邦伊万诺沃州普里沃尔日斯克区所属的一个农村居民点。其下辖有29个居民点，行政中心为诺沃耶。据2016年统计，该农村居民点的人口为1457人。